# Þverfell (kulle i Island, Västfjordarna, lat 65,54, long -23,29)
Þverfell är en kulle i republiken Island. Den ligger i regionen Västfjordarna, 170 km norr om huvudstaden Reykjavík. Toppen på Þverfell är 453 meter över havet.